# Відкритий кубок Асоціації футболу АР Крим та м. Севастополя
Відкри́тий ку́бок Асоціа́ції футбо́лу АР Крим та м. Севасто́поля (до 2019 року — Відкритий кубок Федерації футболу АР Крим) — щорічний футбольний турнір, який проводився у 2017—2021 роках Асоціацією футболу АР Крим та м. Севастополя під егідою Української асоціації футболу.

## Формат
Турнір проводився щорічно в березні в найближчому до Криму регіоні — Херсонській області, де також тимчасово базувався незмінний учасник змагання сімферопольська «Таврія». В 2017—2020 роках Кубок проходив у Херсоні, в 2021 році — у Новій Каховці. Крім суто спортивних цілей, турнір проводиться з метою підтримки переселенців з окупованого Криму та нагадування про становище й проблеми Криму, в тому числі й у плані спорту.
У 2017, 2020 та 2021 роках у змаганні брали участь чотири команди, які грали між собою за круговою системою в одне коло.
У 2018 та 2019 роках було вісім учасників турніру. Ігри проводилися в двох групах за круговою системою. Переможці груп виходили до одноматчевого фіналу, а команди, що посіли другі місця в групах, грали матч за 3-тє місце. У разі нічиєї у фіналі чи матчі за 3-тє місце команди мали грати два тайми додаткового часу по 15 хвилин, потім — пробивати післяматчеві пенальті.
У 2022 році було заплановано проведення змагання в Новій Каховці та Таврійську за участі восьми команд, але через повномасштабне російське вторгнення в Україну турнір не відбувся.

## Призери
| Рік  | Учасників | Переможець             | 2-ге місце               | 3-тє місце                |
| ---- | --------- | ---------------------- | ------------------------ | ------------------------- |
| 2017 | 4         | «Мир» (Горностаївка)   | «Таврія» (Сімферополь)   | «Енергія» (Нова Каховка)  |
| 2018 | 8         | «Мир» (Горностаївка)   | «Кристал» (Херсон)       | «Таврія» (Сімферополь)    |
| 2019 | 8         | «Кристал» (Херсон)     | «Мир» (Горностаївка)     | «Хлібороб» (Нижні Торгаї) |
| 2020 | 4         | «Кристал» (Херсон)     | «Енергія» (Нова Каховка) | «Таврія» (Новотроїцьке)   |
| 2021 | 4         | «Таврія» (Сімферополь) | «Енергія» (Нова Каховка) | СК «Каховка»              |

## Результати за роками

### 2017 рік
Турнір проходив 1—7 березня 2017 року в Херсоні.

#### Турнірна таблиця
| Поз | Команда                  | І | В | Н | П | ГЗ | ГП | РГ | О |  | МИР | ТАВ | ЕНЕ | КОЛ |
| --- | ------------------------ | - | - | - | - | -- | -- | -- | - |  | --- | --- | --- | --- |
| 1   | «Мир» (Горностаївка)     | 3 | 2 | 1 | 0 | 10 | 6  | +4 | 7 |  | —   | 2:2 | 3:2 | 5:2 |
| 2   | «Таврія» (Сімферополь)   | 3 | 2 | 1 | 0 | 9  | 5  | +4 | 7 |  | 2:2 | —   | 4:2 | 3:1 |
| 3   | «Енергія» (Нова Каховка) | 3 | 1 | 0 | 2 | 10 | 9  | +1 | 3 |  | 2:3 | 2:4 | —   | 6:2 |
| 4   | «Колос» (Хлібодарівка)   | 3 | 0 | 0 | 3 | 5  | 14 | −9 | 0 |  | 2:5 | 1:3 | 2:6 | —   |

#### Індивідуальні нагороди
- Найкращий воротар — Костянтин Шелякін («Таврія» Сімферополь)
- Найкращий захисник — Ярослав Рафальський («Мир» Горностаївка)
- Найкращий півзахисник — Євгеній Соколан («Таврія» Сімферополь)
- Найкращий бомбардир — Дмитро Шастал («Енергія» Нова Каховка)[9]

### 2018 рік
Турнір проходив 12—19 березня 2018 року в Херсоні.

#### Група А
| Поз | Команда                 | І | В | Н | П | ГЗ | ГП | РГ | О | Кваліфікація    |     | МИР | ТАВ | ТНО | КОЛ |
| --- | ----------------------- | - | - | - | - | -- | -- | -- | - | --------------- | --- | --- | --- | --- | --- |
| 1   | «Мир» (Горностаївка)    | 3 | 2 | 1 | 0 | 11 | 5  | +6 | 7 | Вихід до фіналу |     | —   | 1:1 | 6:2 | 4:2 |
| 2   | «Таврія» (Сімферополь)  | 3 | 2 | 1 | 0 | 6  | 3  | +3 | 7 | Матч за 3 місце |     | 1:1 | —   | 2:1 | 3:1 |
| 3   | «Таврія» (Новотроїцьке) | 3 | 1 | 0 | 2 | 8  | 8  | 0  | 3 |                 |     | 2:6 | 1:2 | —   | 5:0 |
| 4   | «Колос» (Асканія-Нова)  | 3 | 0 | 0 | 3 | 3  | 12 | −9 | 0 |                 | 2:4 | 1:3 | 0:5 | —   |     |

#### Група Б
| Поз | Команда                   | І | В | Н | П | ГЗ | ГП | РГ  | О | Кваліфікація    |     | КРИ | ЕНЕ | КАХ | ДРУ |
| --- | ------------------------- | - | - | - | - | -- | -- | --- | - | --------------- | --- | --- | --- | --- | --- |
| 1   | «Кристал» (Херсон)        | 3 | 2 | 1 | 0 | 14 | 2  | +12 | 7 | Вихід до фіналу |     | —   | 1:1 | 6:1 | 7:0 |
| 2   | «Енергія» (Нова Каховка)  | 3 | 1 | 2 | 0 | 7  | 1  | +6  | 5 | Матч за 3 місце |     | 1:1 | —   | 6:0 | 0:0 |
| 3   | СК «Каховка»              | 3 | 1 | 0 | 2 | 1  | 12 | −11 | 3 |                 |     | 1:6 | 0:6 | —   | +:- |
| 4   | «Дружба» (Новомиколаївка) | 3 | 0 | 1 | 2 | 0  | 7  | −7  | 1 |                 | 0:7 | 0:0 | -:+ | —   |     |

#### Фінал
| 19 березня 2018 | «Кристал» (Херсон)  | 1:3      | «Мир» (Горностаївка)                                                      |  |  |
|                 | Андрій Барладим 36' | Протокол | Сергій Цибульський 9', 90+3' Денис Притиковський 64' Денис Бондаренко 65' |  |  |
|                 |                     |          |                                                                           |  |  |

#### Матч за 3-тє місце
| 19 березня 2018 | «Енергія» (Нова Каховка) | 1:2      | «Таврія» (Сімферополь)                                        |  |  |
|                 | Сергій Молочко 8'        | Протокол | Вадим Воронченко 44' · Дмитро Тищенко 70' · Вадим Гриппа 103' |  |  |
|                 |                          |          |                                                               |  |  |

#### Індивідуальні нагороди
- Найкращий воротар — Артем Кулініч («Мир» Горностаївка)
- Найкращий захисник — Денис Притиковський («Мир» Горностаївка)
- Найкращий півзахисник — Денис Бондаренко («Мир» Горностаївка)
- Найкращий бомбардир — Олексій Бойко («Мир» Горностаївка)[11]

### 2019 рік
Турнір проходив 9—16 березня 2019 року в Херсоні.

#### Група А
| Поз | Команда                   | І | В | Н | П | ГЗ | ГП | РГ  | О | Кваліфікація    |     | КРИ | ТНО | ТАВ | ДРУ |
| --- | ------------------------- | - | - | - | - | -- | -- | --- | - | --------------- | --- | --- | --- | --- | --- |
| 1   | «Кристал» (Херсон)        | 3 | 3 | 0 | 0 | 11 | 1  | +10 | 9 | Вихід до фіналу |     | —   | 5:0 | 1:0 | 5:1 |
| 2   | «Таврія» (Новотроїцьке)   | 3 | 2 | 0 | 1 | 6  | 8  | −2  | 6 | Матч за 3 місце |     | 0:5 | —   | 2:1 | 4:2 |
| 3   | «Таврія» (Сімферополь)    | 3 | 1 | 0 | 2 | 2  | 3  | −1  | 3 |                 |     | 0:1 | 1:2 | —   | 1:0 |
| 4   | «Дружба» (Новомиколаївка) | 3 | 0 | 0 | 3 | 3  | 10 | −7  | 0 |                 | 1:5 | 2:4 | 0:1 | —   |     |

#### Група Б
| Поз | Команда                   | І | В | Н | П | ГЗ | ГП | РГ | О | Кваліфікація    |     | МИР | ХЛІ | ЕНЕ | КРО |
| --- | ------------------------- | - | - | - | - | -- | -- | -- | - | --------------- | --- | --- | --- | --- | --- |
| 1   | «Мир» (Горностаївка)      | 3 | 2 | 1 | 0 | 9  | 4  | +5 | 7 | Вихід до фіналу |     | —   | 2:2 | 4:2 | 3:0 |
| 2   | «Хлібороб» (Нижні Торгаї) | 3 | 1 | 2 | 0 | 6  | 3  | +3 | 5 | Матч за 3 місце |     | 2:2 | —   | 1:1 | 3:0 |
| 3   | «Енергія» (Нова Каховка)  | 3 | 1 | 1 | 1 | 5  | 6  | −1 | 4 |                 |     | 2:4 | 1:1 | —   | 2:1 |
| 4   | «Кронау» (Високопілля)    | 3 | 0 | 0 | 3 | 1  | 8  | −7 | 0 |                 | 0:3 | 0:3 | 1:2 | —   |     |

#### Фінал
| 16 березня 2019 | «Кристал» (Херсон)                                                  | 4:3      | «Мир» (Горностаївка)                                      |  |  |
|                 | Павло Чмеленко 45+1' (аг) Ілля Шевцов 49', 95' Андрій Барладим 101' | Протокол | Денис Бєлоусов 17' Олексій Бойко 84' Ілля Шевцов 92' (аг) |  |  |
|                 |                                                                     |          |                                                           |  |  |

#### Матч за 3-тє місце
| 16 березня 2019 | «Таврія» (Новотроїцьке) | 1:3      | «Хлібороб» (Нижні Торгаї)                       |  |  |
|                 | Кирил Кирик 46'         | Протокол | Кирило Маркітан 57' Євген Фальковський 80', 88' |  |  |
|                 |                         |          |                                                 |  |  |

#### Індивідуальні нагороди
- Найкращий воротар — Віталій Онопко («Мир» Горностаївка)
- Найкращий захисник — Владислав Кушнір («Таврія» Сімферополь)
- Найкращий півзахисник — Кирило Маркітан («Хлібороб» Нижні Торгаї)
- Найкращий нападник — Андрій Барладим («Кристал» Херсон)
- Найкращий гравець турніру — Ілля Шевцов («Кристал» Херсон)[12]

### 2020 рік
Турнір проходив 2—6 березня 2020 року в Херсоні.

#### Турнірна таблиця
| Поз | Команда                  | І | В | Н | П | ГЗ | ГП | РГ | О |  | КРИ | ЕНЕ | ТНО | ТАВ |
| --- | ------------------------ | - | - | - | - | -- | -- | -- | - |  | --- | --- | --- | --- |
| 1   | «Кристал» (Херсон)       | 3 | 3 | 0 | 0 | 6  | 3  | +3 | 9 |  | —   | 3:2 | 1:0 | 2:1 |
| 2   | «Енергія» (Нова Каховка) | 3 | 1 | 1 | 1 | 5  | 5  | 0  | 4 |  | 2:3 | —   | 1:0 | 2:2 |
| 3   | «Таврія» (Новотроїцьке)  | 3 | 1 | 0 | 2 | 1  | 2  | −1 | 3 |  | 0:1 | 0:1 | —   | 1:0 |
| 4   | «Таврія» (Сімферополь)   | 3 | 0 | 1 | 2 | 3  | 5  | −2 | 1 |  | 1:2 | 2:2 | 0:1 | —   |

#### Індивідуальні нагороди
- Найкращий воротар — Денис Завгородній («Таврія» Новотроїцьке)
- Найкращий захисник — Володимир Біжко («Таврія» Сімферополь)
- Найкращий півзахисник — Ігор Семенина («Кристал» Херсон)
- Найкращий нападник — Євгеній Соколан («Таврія» Новотроїцьке)
- Найкращий гравець турніру — Андрій Барладим («Кристал» Херсон)[14]

### 2021 рік
Турнір проходив 1—5 березня 2021 року в Новій Каховці.

#### Турнірна таблиця
| Поз | Команда                  | І | В | Н | П | ГЗ | ГП | РГ  | О |  | ТАВ | ЕНЕ | КАХ | ДЮС |
| --- | ------------------------ | - | - | - | - | -- | -- | --- | - |  | --- | --- | --- | --- |
| 1   | «Таврія» (Сімферополь)   | 3 | 3 | 0 | 0 | 18 | 4  | +14 | 9 |  | —   | 6:4 | 5:0 | 7:0 |
| 2   | «Енергія» (Нова Каховка) | 3 | 2 | 0 | 1 | 14 | 8  | +6  | 6 |  | 4:6 | —   | 6:2 | 4:0 |
| 3   | СК «Каховка»             | 3 | 1 | 0 | 2 | 5  | 13 | −8  | 3 |  | 0:5 | 2:6 | —   | 3:2 |
| 4   | ДЮСШ (Херсон)            | 3 | 0 | 0 | 3 | 2  | 14 | −12 | 0 |  | 0:7 | 0:4 | 2:3 | —   |

#### Індивідуальні нагороди
- Найкращий воротар — Сергій Жемчужний (ДЮСШ Херсон)
- Найкращий захисник — Владислав Жавко («Енергія» Нова Каховка)
- Найкращий півзахисник — Анатолій Масалов («Таврія» Сімферополь)
- Найкращий нападник — Олексій Бойко («Таврія» Сімферополь)
- Найкращий гравець турніру — Вячеслав Студенко («Енергія» Нова Каховка)[15]